# 扇雀飴本舗
株式会社扇雀飴本舗（せんじゃくあめほんぽ）は、大阪府大阪市中央区瓦屋町に本社を置く菓子メーカーである。

## 会社概要
その名の通り、一般向け飴の製造を専業とする。社名は歌舞伎役者の中村扇雀（後の四代目坂田藤十郎）が命名した「扇雀飴」に因むもので、社章は寒雀のなかに扇の文字を配した成駒屋中村扇雀の芸紋をそのまま登録商標したもの。創業は1925年（大正14年）である。
元々は現在の本社所在地に工場が存在したが、近隣のオフィス化により、兵庫県姫路市白浜町（山陽電気鉄道白浜の宮駅近郊）に工場を移転、1989年（平成元年）7月以降は現地で生産を行われている。
企業マスコットに「チュンチュンチュッピー」という雀が用いられており、テレビCMでは雀の鳴き声が企業ロゴと同時に登場したことがあった。

## 沿革
- 1925年（大正14年）- 創業。
- 1950年（昭和25年）- 高津製菓株式会社を設立。
- 1952年（昭和27年）- 「扇雀飴」発売。
- 1961年（昭和36年）- 株式会社扇雀飴本舗に社名変更。
- 1963年（昭和38年）- 米田市太郎が代表取締役社長に就任。
- 1968年（昭和43年）- 大阪第2工場操業開始。
- 1986年（昭和61年）- 米田幹郎が代表取締役社長に就任。
- 1989年（平成元年） - 姫路工場操業開始。
- 1995年（平成7年） -「はちみつ100%のキャンデー」発売。
- 2022年（令和4年） - 米田幹郎が代表取締役会長に就任、米田英生が代表取締役社長に就任。

## 事業所
本社、近畿・西日本地区統括部
大阪府大阪市中央区瓦屋町2丁目5番2号
姫路工場
兵庫県姫路市白浜町甲841-33
東日本地区統括部
東京都中央区日本橋蛎殻町1丁目29番6号 水天宮東急ビル10F
中部地区統括部
愛知県名古屋市守山区新守町107番2号
近畿・西日本地区統括部　九州営業所
福岡県福岡市博多区石城町20番16号

## 商品

### キャンディ
- はちみつ100%のキャンデー
- はちみつとゆず100%のキャンデー
- はちみつとレモン100%のキャンデー
- はちみつとりんご100%のキャンデー
- こっちの梅はすっぱいぞ♪
- 黒豆飴
- 岩塩キャンデー
- 岩塩キャンデー レモン味
- 桃づくしCANDY
- まるごと果実ジュースキャンデー（1960年（昭和35年）に『ジュース扇雀飴』として発売）
- ぶどうづくしCANDY
- ハローキティキャンデー
- きらりんフルーツキャンデー
- ダイエットココア
- ダイエットコーヒー
- 昔からの知恵をのど飴にしました。
- 幻の柑橘 直七のど飴
- 1日の不足分 鉄分&ビタミンキャンデー
- 脳キャン
- ブルーベリーキャンデー
- 濃厚トマトキャンデー
- 緑茶のど飴
- きなこをまぶした黒みつきなこミルクキャンデー
- チョコミントCANDY
- ほうじ茶ラテCANDY
- ソフトクリームキャンデー[1]

### グミ
- ちっちゃな幸せにくきゅうグミ
- ゼリーin幸せにくきゅうグミはちみつレモン味
- ふわふわ幸せにくきゅうグミいちごミルク味
- しろくまの幸せにくきゅうグミホワイトソーダ味
- プニフワ幸せにくきゅうグミ グレープ味
- かけるグミ
- 贅沢なグミ 山梨のピオーネ
- 贅沢なグミ 山形のさくらんぼ

### 過去の商品
- 純バターキャンディ
- 純黒糖キャンディ
- ラズベリーキャンディ
- 梅ぼしキャンディ
- ピーナッツキャンディ
- ペパーミントキャンディ
- イチゴミルクキャンディ
- ソフト500キャンディ
- クリームミンツ
- カフェオーレ
- カルズ
- イタリアンジェラートキャンディ
- カブス
- 醤油のど飴キャンディ

## CM出演タレント
- 本田望結（はちみつ100%のキャンデー） - 2012年（平成24年）9月15日～

## 提供番組（全て過去）
- 関西テレビ制作火曜夜10時枠の連続ドラマ（関西テレビ・45分枠時代に他社と二社提供していたが、不定期に一社提供ともなった。）
- 歌謡ヒットプラザ（フジテレビ系）
- クイズタイムショック（テレビ朝日系・1970年代～1980年代前半までの筆頭スポンサーで、優勝者に対して同社の商品「ジュース扇雀飴」または「ソフトキャンディー」などが贈呈された。）
- 三枝の国盗りゲーム（ABC制作・テレビ朝日系列・放送末期から最終回までのスポンサー。）
- ワイドサタデー（ABC制作・TBS系列→テレビ朝日系列・1970年代の筆頭スポンサーで西日本地域のTBS系列局→NET（後のテレビ朝日）系列局および他系列局のみに放送されていた。）
- アッコにおまかせ!（TBS系・放送開始〜平成初期のスポンサー。）
- たかじん胸いっぱい（関西テレビ・2006年（平成18年）4月から2009年（平成21年）3月までスタジオ女性参加者にキャンディセットをプレゼントしていた。）
- 快傑えみちゃんねる（関西テレビ・2009年（平成21年）4月からスタジオ観覧者にキャンディセットをプレゼントしていた。）